# مدل مرجع مفهومی CIDOC
مدل مفهومی مرجع شورای بین‌المللی موزه‌ها  (CIDOC CRM) یک هستی‌شناسی (علم اطلاعات) قابل گسترش برای مفهوم و اطلاعات مرتبط با  میراث فرهنگی و  مستندسازی موزهها ارائه می‌دهد. این مدل، استاندارد بین‌المللی ( ISO 21127:2023) برای تبادل کنترل‌شده اطلاعات مربوط به میراث فرهنگی است.  گالری ها، کتابخانه ها، بایگانی ها، موزه ها (GLAMs) و سایر نهادهای فرهنگی تشویق می‌شوند تا از CIDOC CRM برای افزایش دسترسی به اطلاعات و دانش مرتبط با موزه‌ها استفاده کنند.

## تاریخچه
مدل مفهومی مرجع CIDOC (CIDOC CRM) از گروه استانداردهای مستندسازی CIDOC در کمیته بین‌المللی مستندسازی شورای بین‌المللی موزه‌ها پدید آمد. در ابتدا، تا سال ۱۹۹۴، تمرکز این کار بر توسعه یک مدل موجودیت–رابطه برای اطلاعات موزه‌ها بود، اما در سال ۱۹۹۶ رویکرد به سوی روش‌های مدل‌سازی شی‌گرا تغییر یافت که در نهایت منجر به ارائه نخستین نسخه از «مدل مفهومی مرجع CIDOC (CRM)» در سال ۱۹۹۹ شد. فرایند استانداردسازی CIDOC CRM در سال ۲۰۰۰ آغاز شد و در سال ۲۰۰۶ با پذیرش آن به عنوان استاندارد ISO 21127 به پایان رسید. این استاندارد در سال ۲۰۲۳ به‌روزرسانی شد و نسخه اصلاح‌شده‌ای از آن منتشر گردید.

## اهداف
هدف کلی CIDOC CRM ارائه یک مدل مرجع و استاندارد اطلاعاتی است که موزه‌ها و دیگر نهادهای مرتبط با میراث فرهنگی بتوانند از آن برای توصیف مجموعه‌های خود و نهادهای تجاری مرتبط استفاده کنند تا تبادل اطلاعات بهبود یابد.
مدل مفهومی مرجع CIDOC (CIDOC CRM) تعاریف و ساختاری رسمی برای توصیف مفاهیم و روابط آشکار و نهفته‌ای که در مستندسازی میراث فرهنگی به کار می‌روند، فراهم می‌آورد... تا از طریق ارائه یک چارچوب معنایی مشترک و قابل گسترش که هر نوع اطلاعات میراث فرهنگی را بتوان به آن نگاشت، درک مشترکی از اطلاعات میراث فرهنگی را ترویج دهد. این مدل به‌عنوان زبانی مشترک برای متخصصان حوزه و پیاده‌سازان سیستم‌های اطلاعاتی طراحی شده تا نیازهای آنان را در زمینه مدل‌سازی مفهومی بیان کند و همچنین به‌عنوان راهنمایی برای رعایت اصول درست مدل‌سازی مفهومی به کار رود. به این ترتیب، می‌تواند نقش «چسب معنایی» را ایفا کند که میان منابع مختلف اطلاعات میراث فرهنگی، مانند آنچه توسط موزه‌ها، کتابخانه‌ها و بایگانی‌ها منتشر می‌شود، ارتباط برقرار می‌کند.
با پذیرش معنی‌شناسی رسمی در CIDOC CRM، پیش‌نیازهای لازم برای تعامل پذیری و یکپارچگی بین ماشین‌ها فراهم شده است. از این رو، CIDOC CRM جایگاه مناسبی برای تبدیل شدن به یک استاندارد اطلاعاتی مهم و مدل مرجع برای ابتکارات وب معنایی دارد و همچنین به‌عنوان راهنمایی برای مدل‌سازی داده ها یا پایگاه داده‌ها به‌طور کلی عمل می‌کند. از نظر فنی، CIDOC CRM برای برنامه‌های نرم‌افزاری که به‌طور گسترده از  اکس‌ام‌الو  RDF استفاده می‌کنند، بسیار مناسب است. بسیاری از نهادهای میراث فرهنگی در حال بررسی یا توسعه برنامه‌هایی هستند که از CIDOC CRM بهره می‌برند.
پس از استانداردسازی موفقیت‌آمیز CIDOC CRM، ابتکار جدیدی به نام FRBRoo در سال ۲۰۰۶ آغاز شد تا این مدل با الزامات عملکردی برای رکوردهای کتابشناختی (FRBR) هماهنگ شود. هدف از این ابتکار «ارائه یک هستی‌شناسی رسمی برای ثبت و نمایش معناشناسی پایه‌ای اطلاعات کتابشناختی و تسهیل در یکپارچگی، میانجی‌گری و تبادل اطلاعات کتابشناختی و موزه‌ای» است.

## هستی شناسی
«مدل مفهومی مرجع شی‌گرا CIDOC» (CIDOC CRM) یک هستی‌شناسی دامنه ای است، اما نسخه‌ای از هستی‌شناسی سطح بالا (upper ontology) را نیز در خود جای داده است.
کلاس‌های اصلی این مدل شامل موارد زیر هستند:
فضا–زمان (Space-Time)
شامل: عنوان/شناسه؛ مکان؛ دوران/دوره؛ تاریخی؛ بازه زمانی و رابطه با اقلام پایا (Persistent Items).
رویدادها (Events)
شامل: عنوان/شناسه؛ آغاز/پایان وجود؛ شرکت‌کنندگان (افراد، چه به‌صورت فردی یا گروهی)؛ ایجاد/تغییر اشیاء (اعم از فیزیکی یا مفهومی)؛ رابطه با اقلام پایا
اشیاء مادی (Material Things)
شامل: عنوان/شناسه؛ مکان؛ شیء اطلاعاتی‌ای که شیء مادی آن را حمل می‌کند؛ روابط «جزئی از» ؛ رابطه با اقلام پایا
اشیاء غیرمادی (Immaterial Things)
شامل: عنوان/شناسه؛ اشیاء اطلاعاتی (پیشنهادی یا نمادین)؛ مفاهیم؛ روابط «جزئی از»
نمونه‌هایی از تعریف‌ها:
شیء پایا (Persistent Item)
یک شیء فیزیکی یا مفهومی که هویت پایداری دارد که در طول مدت وجودش بر اساس شناسه‌اش شناسایی می‌شود، نه بر اساس تداوم فیزیکی یا                       مشاهده. شیء پایا قابل مقایسه با مفهوم «Endurant» در هستی‌شناسی فلسفی است.
موجودیت زمانی (Temporal Entity)
شامل رویدادها، دوران‌ها/دوره‌ها، و وضعیت‌های مشروط است که در بازه‌ای محدود از زمان رخ می‌دهند و با مجموعه‌های مجزا (disjoint) هستند. این نوع موجودیت مشابه «Perdurant» است.
شیء پیشنهادی (Propositional Object)
مجموعه‌ای از گزاره‌ها درباره چیزهای واقعی یا خیالی است.
شیء نمادین (Symbolic Object)
یک نماد یا نشانه، یا مجموعه‌ای از نمادها و نشانه‌هاست.

## پیاده سازی ها و سیستم های CIDOC‌ CRM
- مدل CIDOC CRM در قالب OWL DL (زبان هستی‌شناسی وب) با عنوان Erlangen CRM/OWL (ECRM) پیاده‌سازی شده است.[۱]

- سیستم ECRM (و در نتیجه CIDOC CRM) به‌طور گسترده در سامانه WissKI مورد استفاده قرار می‌گیرد. WissKI یک محیط تحقیقاتی مجازی مبتنی بر هستی‌شناسی است که برای مدیریت داده‌های اولیه پژوهشی در حوزه میراث فرهنگی به‌صورت Linked Data (داده پیوندشده) طراحی شده است.

## مطالعه بیشتر
- Doerr M., "The CIDOC CRM – An Ontological Approach to Semantic Interoperability of Metadata", AI Magazine, Volume.24, Number 3 pp. 75–92 (2003)
- Martin Doerr, Dolores Iorizzo, The Dream of a Global Knowledge Network – A New Approach, ACM Journal for Computing and Cultural Heritage, Vol. 1, No. 1, Article 5, Publication date: June 2008
- Nick Crofts, Martin Doerr, Tony Gill, Stephen Stead, Matthew Stiff (editors), Definition of the CIDOC Conceptual Reference Model, October 2006. Version 4.2.1
- Martin Doerr, Nicholas Crofts: Electronic Communication on Diverse Data. The Role of the oo CIDOC Reference Model doi:10.1145/1367080.1367085
- T. Gill: Making sense of cultural infodiversity: The CIDOC-CRM. 2002
- Regine Stein, Jürgen Gottschewski u.a.: Das CIDOC Conceptual Reference Model: Eine Hilfe für den Datenaustausch? Berlin, 2005 (German)
- Görz, G.; Schiemann, B.; Oischinger, M.: An Implementation of the CIDOC Conceptual Reference Model (4.2.4) in OWL-DL); Proceedings CIDOC 2008 - The Digital Curation of Cultural Heritage

1. ↑  Schiemann, Bernhard; Oischinger, Martin; Görz, Günther; Hohmann, Georg; Merges, Judith; Fichtner, Mark; Scholz, Martin. "Erlangen CRM OWL". erlangen-crm.org (به انگلیسی). Retrieved 2025-06-30.